# Оржиця (річка)
О́ржиця — річка в Україні, в межах Оржицького району Полтавської області. Права притока Сули (басейн Дніпра). Літописна назва — Со́жиця (д.-рус. Съжица).

## Опис
Довжина 29 км (разом з Гнилою Оржицею — 127 км). Площа водозбірного басейну 2 190 км². Похил річки 0,34 м/км. Долина коритоподібна, завширшки до 3 км, завглибшки до 15 м. Заплава завширшки до 600 м, з багатьма озерами, в нижній течії заболочена. Річище слабозвивисте, на більшості ділянок зарегульоване. Середня багаторічна витрата води р. Оржиця (с. Маяківка) становить 3,44 м³/с. Середньорічна мінералізація води становить близько 745 мг/дм³. Використовується для рибництва, водопостачання, зрошення, задля рекреації.

## Розташування
Бере початок біля західної околиці села Савинців. Утворюється злиттям річок Гнилої Оржиці та Чумгаку. Тече переважно на південний схід, у пригирловій частині — на південь. Впадає до Сули на південний схід від села Плехова.
На правому березі річки розташований районний центр Оржиця.
Притоки: Жаб'яче Око, Жоравське Озеро, Чумгак, Чевельча (праві); Гнила Оржиця (ліва).

## Історія
25 серпня 1078 року на берегах Сожиці відбулася битва, в якій союзне військо князів-ізгоїв Олега, Бориса та половців розбили руське військо чернігівського князя Всеволода Ярославича.

## Цікаві факти
- Згідно з деякими довідниками Гнила Оржиця не є притокою Оржиці, а лише назвою середньої та верхньої частини Оржиці.
- У долині річки розташовані природоохоронні території: Плехівський заказник і Оржицький заказник.

## У мистецтві
У творчості Євгена Гребінки є байка Рибалка, у якій в алегоричній формі йдеться про Оржицю та Сулу.